# Bochica

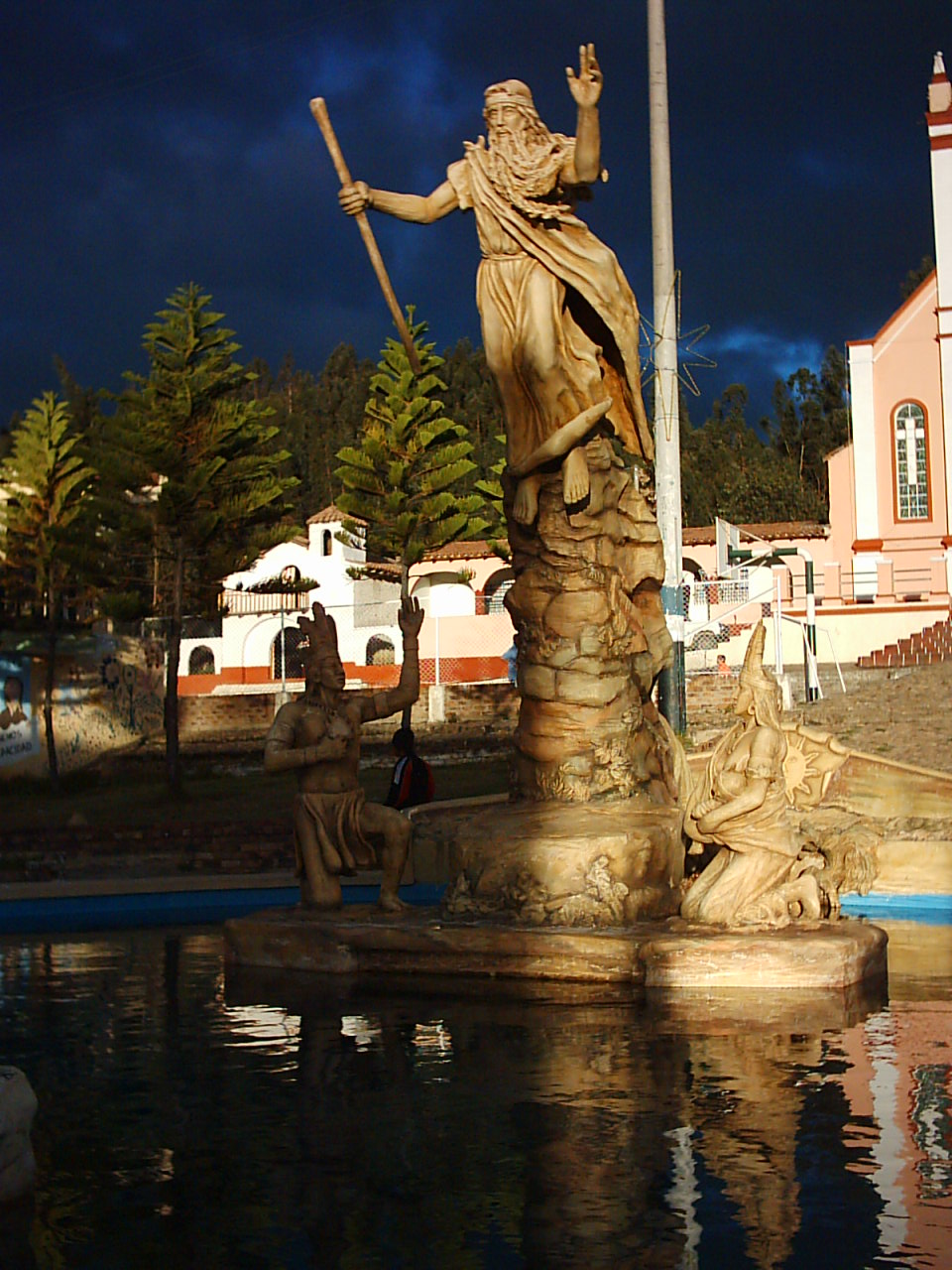
Monumento a Bochica en el municipio de Cuítiva (Boyacá).

Bochica (en muysc cubun Bozica AFI: /botʂika/ o /
botsika/) es, en la mitología muisca, un héroe civilizador, o un dios, que enseñó a los muiscas a hilar el algodón y tejer mantas, además de inculcarles principios morales y sociales. La tradición mítica también afirma que fue el creador del Salto del Tequendama. Los cronistas escriben en diversos trabajos que varían entre sí, que los muiscas lo describieron como un hombre de cabello blanco y barba larga hasta la cintura, vistiendo una manta hasta las pantorrillas, con los pies descalzos y portando un báculo de oro.
Fue conocido por varios nombres, según las distintas regiones de la Confederación Muisca que visitó. En la provincia de Bacatá (Zipazgo) se le llamó Neuterequeteua, Nemterequeteba, Nemquetheba, Chimizapagua, Chimizayagua, Zuhé, Xué y Zuhá. En las provincias de Hunza (Tunja) y Suamox (Sogamoso) se le llamó Sadigua, Sugumonxe y Sugunsua. También se le llamó Idacanzas, aunque para algunos autores, como José Antonio de Plaza, se trata de personajes distintos, siendo Idacanzas el primer Sumo Sacerdote de Sogamoso, heredero del poder legado por Bochica.

## Imagen y descripción
A Bochica, cronistas españoles lo describen con una barba al igual que los dioses Quetzalcóatl del panteón azteca y Huiracocha, del inca. La barba, en principio confundida como prueba de influencia prehistórica europea, siendo alimentada y embellecida por las ideas coloniales, tuvo un significado propio en la cultura mesoamericana. Los Anales de Cuauhtitlan son una fuente importante de alto valor al ser escritos en principio en nahuátl. Los Anales de Cuauhtitlan describen la apariencia de Quetzalcoátl en Tula:
"En seguida le hizo su máscara verde; tomó color rojo, con que le puso bermejos los labios; tomó amarillo, para hacerle la portada; y le hizo los colmillos; a continuación le hizo su barba de plumas..." (Anales de Cuauhtitlan, 1975, 9.)
Aquí la barba es representada como una cubierta de plumas, lo cual concuerda con las imágenes encontradas en el arte mesoamericano. La connotación de la palabra barba por los colonizadores españoles fue utilizada como adorno para la fabricación de influencia europea en Mesoamérica. Ninguna representación cultural de estos dioses, en pintura, escultura, etc., los muestra con barba en el sentido que los españoles lo hubieran entendido. 
Se ha cuestionado la veracidad de las historias preservadas y el alcance de la corrupción por las creencias y el imaginario incorporado por misioneros cristianos y monjes que relataron por primera vez en crónicas las leyendas nativas.

## Lugares que visitó
| Lugar           | Descripción |
| --------------- | --- |
| Pasca           | Primer pueblo al que llegó Bochica, proveniente de los Llanos orientales. Por ese mismo punto llegaría el conquistador alemán Nicolás de Federmán. |
| Xuacha (Soacha) | Donde según la leyenda chibcha dando un golpe con su bastón en medio del bosque de niebla dio origen al Salto del Tequendama |
| Bosa            | Allí se le habría muerto un camello que traía consigo, cuyos huesos se habrían conservado los naturales. Cuando llegaron los españoles, los habitantes de Bosa y Suacha (hoy Soacha) adoraban una costilla en una laguna llamada Baracio. |
| Yntyba          | Posteriormente llamado Hontibón, y en la actualidad Fontibón, que hoy es una Localidad de Bogotá. |
| Funza           | Capital del Zipazgo de Bacatá. También llamado Muyquyta, Muequetá y Bogotá. |
| Tibaitatá       | Región agrícola en el zipazgo, también conocida como Sugasuca por el cacique homónimo. Fundada como Serrezuela en 1559, actualmente es Madrid, Cundinamarca. |
| Zipacón         | Desde allí se devolvió hacia el norte, por las faldas de la sierra. |
| Cota            | En Cota permaneció varios días enseñando a un gran número de gente desde una colina alta, alrededor de la cual hicieron un foso de dos mil pasos a la redonda para evitar que la gente lo atropellara. Posteriormente, los muiscas hicieron un santuario en aquel lugar. Durante su estancia en Cota, Bochica durmió todas las noches en una cueva en las faldas de la sierra. Desde allí prosiguió su viaje hacia el nordeste. |

| Lugar  | Descripción |
| ------ | --- |
| Toyú   | Allí estuvo tres días en una cueva, a donde le fueron a visitar los caciques de Ganza (hoy Gámeza), Bubanza (hoy Busbanzá), Socha, Tasco, Tópaga, Monguí, Tutasá, Mongua, Pesca, Yaconi, Bombaza, Tota, Guaquirá, Sátiva y Suamox (hoy Sogamoso). |
| Guane  | En el departamento de Santander, provincia en la que vivían los guanes, íntimamente emparentados con los muiscas. Los españoles creyeron que las pinturas rupestres de Guane representaban a Bochica. |
| Hunza  | Capital del Zacazgo, hoy es llamada Tunja, capital del departamento de Boyacá.. |
| Otga   | Allí fue a recibirlo el cacique Nompanen, de Suamox, con toda su gente, a los que Bochica les habló por largo tiempo. |
| Suamox | Hoy llamado Sogamoso, era la capital religiosa y tierra santa de los muiscas. Los sumos sacerdotes de Suamox decían ser herederos del poder y de las enseñanzas de Bochica (allí conocido como Sadigua, Sugumonxe y Sugunsua). Idacanzas pudo ser el primero de sus sucesores. A la llegada de los españoles, el sumo sacerdote era Sugamuxi. Según Fray Pedro Simón, Bochica desapareció en Sogamoso. |
| Iza    | Aunque Fray Pedro Simón recoge la versión de que Bochica desapareció en Sogamoso, al referir la historia de Sadigua afirma que desapareció en Iza, dejando estampada la huella de uno de sus pies en una piedra. Desde entonces, las mujeres embarazadas peregrinaban hasta Iza para raspar un poco de la piedra y beberla con agua para tener un buen parto.                                          |

## Bochica en las Crónicas de Indias
El investigador colombiano Andrés Camilo Bohórquez Roa recoge en su libro, Bochica en las Crónicas de Indias, una compilación de textos de las Crónicas de Indias que relatan el mito de Bochica, y que van desde el siglo XVI hasta el XVIII. Según Bohórquez, es posible rastrear el mito a lo largo del tiempo, así:

### Alonso de Medrano
El jesuita Alonso de Medrano fue autor de la Descripción del Nuevo Reino de Granada (1599), obra en la que el mito de Bochica tiene las siguientes características:
- Nombre que se da al extranjero: Medrano no escribe ningún nombre que se le hubiera dado al misterioso extranjero. Solo se refiere a él como «santo varón».
- Tiempo en el que llegó el extranjero al territorio muisca: Hace unos 1500 años, contados desde la época en la que escribe el autor (finales de 1598).
- Lugar de procedencia: El Oriente.
- Apariencia física: Piel blanca y cabello rubio hasta los hombros.
- carácter: Se mostraba dominante, con poder o mandato.
- Atuendo: Vestido largo.
- Compañía: Venía acompañado por un camello.
- Enseñanzas: Enseñó «el camino de la salvación» y a bautizar a los niños cuando nacían.
- Las "carreteras": Medrano afirma que al extranjero se le abrían los caminos y se le allanaban las sierras por donde iba caminando, de lo que quedaba evidencia en las carreteras que tenían los muiscas al llegar los españoles. Medrano da la ubicación de dos de esas carreteras, vistas por él mismo, una en el pueblo de Boyacá, de más de treinta leguas de largo y muy ancha; y otra en Bogotá, de legua y media de largo y menos de un tiro de piedra de ancho. Ambas carreteras serían, según testimonio de Medrano, tan parejas y derechas como si se hubiesen hecho a cordel. Además afirmó que había muchas más en todo el territorio muisca, y sobre todo en la provincia de Sogamoso, y que los indígenas les tenían tanta veneración, que aún en ese momento no se atrevían a andar por ellas, y se apartaban por los lados, aunque los españoles las estuvieran usando ya como Caminos Reales.
- Lugar de la muerte del extranjero: Sogamoso, donde estarían, según Medrano, los huesos del extranjero y los del camello que traía consigo.
- Interpretación de Medrano: La teoría personal de Medrano sobre el origen del mito es que pudo haber sido uno de los discípulos de los Apóstoles, o el Apóstol Santiago, como en las historias referidas por los indígenas del Cuzco.
- Otros datos: Según la crónica de Medrano, luego de la muerte del «santo varón», llegó al territorio muisca un demonio en figura de mujer anciana, llamada Baque, madre de los dioses, que predicó contra las enseñanzas del extranjero. Baque tuvo muchos hijos, que tuvieron por nombres: Cuza, Chibchachun, Bochica y Chiminigagua.

Como advierte Andrés Bohórquez, la parte referida a la mujer llegada después del extranjero es completamente heterodoxa, pues no se ajusta a lo dicho por ninguno de los otros cronistas, por lo que seguramente se trató de una interpretación acelerada de Medrano.

### Bernardo Vargas Machuca
En la obra de Bernardo Vargas Machuca, Apologías y discursos de las conquistas occidentales (1599), se hace referencia a una piedra que llevaba tallada la forma de una cruz, en las cercanías del pueblo de Vélez. Queriendo Gonzalo Jiménez de Quesada saber el origen de esa cruz tallada en la piedra, los indígenas más ancianos le relataron una historia que coincide con la de Bochica, y que tiene las siguientes características:
- Nombre que se da al extranjero: No se le da ninguno.
- Tiempo en el que llegó el extranjero al territorio muisca: Hace más de 1500 años, contados, poco más o menos, desde la fecha en que el autor relata lo sucedido (1599).
- Apariencia física: Barba larga.
- Atuendo: Similar al de los Apóstoles, con la insignia de la cruz en la mano.
- Enseñanzas: Les intentó enseñar doctrinas nuevas, pero como no le escucharon, les advirtió que en el futuro llegarían unos extranjeros que les enseñarían las doctrinas que no habían querido aprender de él.
- Interpretación de Vargas Machuca: Según este autor, se puede creer que el extranjero fue alguno de los discípulos de los Apóstoles.
- Otros datos: Se dice en esta crónica que el extranjero hacía la señal de la cruz con la mano derecha.

### Juan de Castellanos

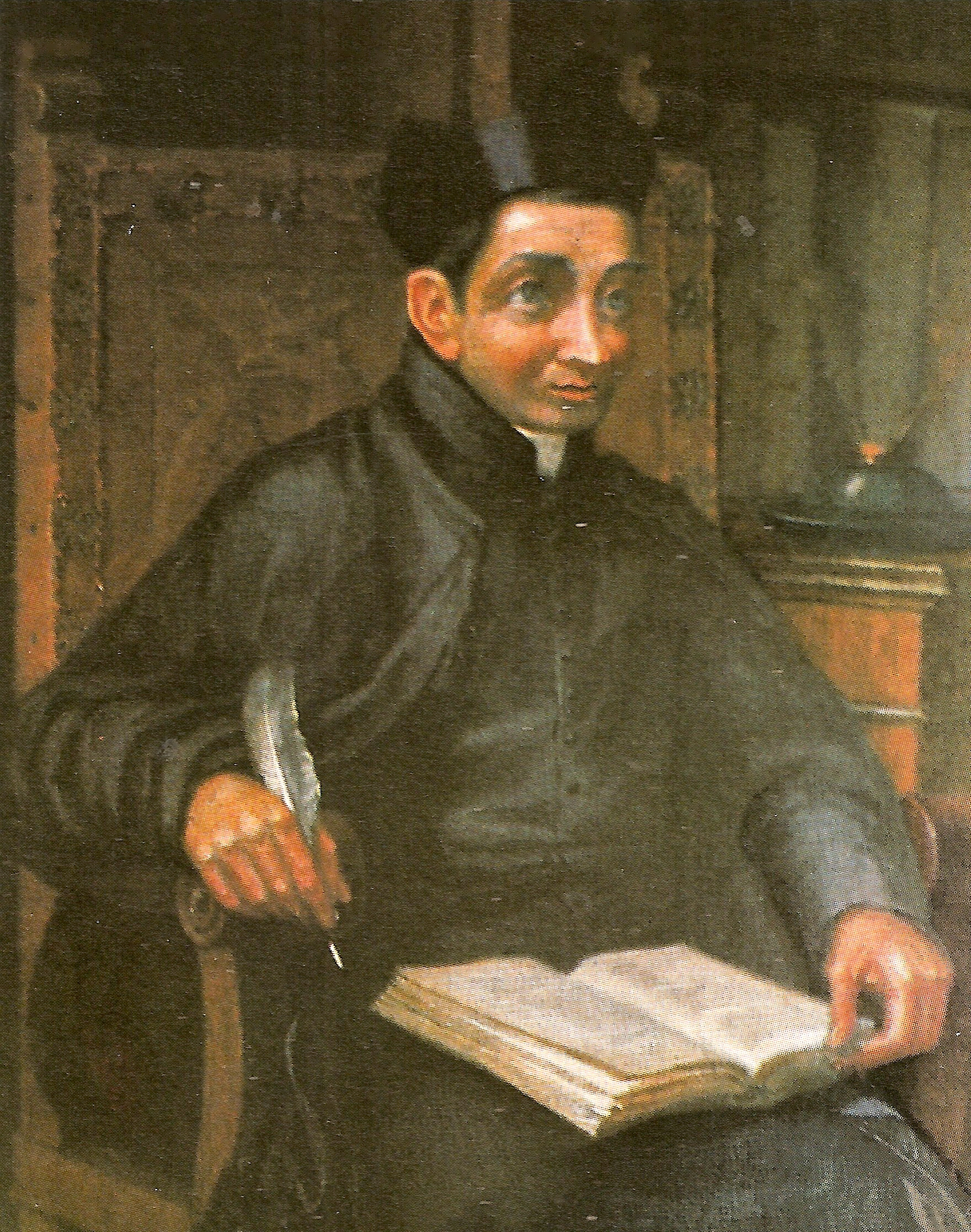
Juan de Castellanos según una pintura de Ricardo Moros Urbina.

En la obra de Juan de Castellanos, Historia del Nuevo Reino de Granada (1601), que es la cuarta parte de las Elegías de varones ilustres de Indias, el mito de Bochica aparece descrito con más detalle que en las anteriores crónicas:
- Nombres que se dan al extranjero: Neuterequeteua, Bochica o Xue. Según Castellanos, existe la duda de si fueron tres personas distintas, aunque el cronista se inclina por pensar que fueron tres epítetos dados a una sola persona.
- Tiempo en el que llegó Bochica al territorio muisca: Castellanos simplemente dice que fue «en los pasados siglos».
- Apariencia física: Barba larga y cabellos hasta la cintura.
- Atuendo: Una amalafa atada sobre el hombro con un nudo, los cabellos recogidos con una venda y los pies descalzos.
- Lugar de la muerte de Bochica: Sogamoso.
- Interpretación de Castellanos: Según este cronista, Bochica no debió ser ni un apóstol ni un hombre santo, pues afirma que en Sogamoso, donde dejó a sus sucesores, era donde más se practicaban las «idolatrías».
- Otros datos: En la Crónica de Castellanos se afirma, como en casi todos los autores, que Bochica dejó a los sacerdotes de Sogamoso como herederos de sus conocimientos y poderes mágicos sobre la naturaleza. Además, afirma que las historias referidas a la mitología eran tan abundantes entre los muiscas, que fácilmente pudieran haber llenado más tomos que los que escribió el poeta romano Ovidio, pero que por encontrarlas «ridículas», no se tomó la molestia de escribirlas.

#### El mito de Huitaca
En la crónica de Juan de Castellanos se relata, con más detalles, el mito de la mujer mencionada ya antes por Medrano. Según Castellanos, tiempo después llegó una mujer de gran belleza que predicaba cosas diferentes a las de Bochica, por lo que éste la convirtió en lechuza. 
- Nombres dados a la extraña mujer: Huitaca, Jubchrasguaya y Chie.

### Fray Pedro Simón

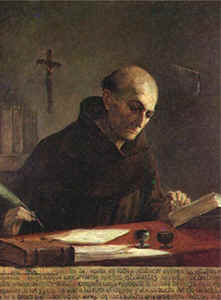
Fr. Pedro Simón. Óleo de Pedro A. Quijano, 1941. Convento de San Francisco, Bogotá.

Fray Pedro Simón fue autor de las Noticias historiales de las conquistas de Tierra Firme en las Indias Occidentales (1626), en la que el mito de Bochica aparece con las siguientes características:
- Nombres que se dan al extranjero: Bochica, Nemterequeteba, Xué, Chimizapagua y Chimizayagua.
- Tiempo en el que llegó Bochica al territorio muisca: Hace unos 1400 años.
- Lugar de procedencia: El Oriente, desde los llanos de Venezuela. El primer pueblo que visitó fue Pasca.
- Apariencia física: Hombre mayor en años, el cabello y la barba hasta la cintura, con los pies descalzos.
- Atuendo: Los cabellos cogidos con una cinta, una manta amarrada con un nudo sobre el hombro derecho con una túnica sin cuello hasta las pantorrillas.
- Compañía: Venía acompañado por un camello que se le murió en Bosa, donde conservaron sus huesos, que fueron venerados por los habitantes de Bosa y Soacha.
- Enseñanzas: Les enseñó a hilar el algodón y tejer mantas, porque antes de esto los muiscas se vestían con unas planchas burdas de algodón en rama atadas con cordezuelas de fique. También les enseñó a dibujar la cruz.
- Características: Fray Pedro Simón presenta a Bochica como un dios universal, pero en particular de los caciques y capitanes, que casi tenía poder sobre Chubchachum, aunque ambos habían dictado leyes y modos de vivir. Respondían a los oráculos que se les consultaban, aunque nunca eran vistos porque eran «unas cosas incorpóreas o como de aire». Se le ofrecían ofrendas de oro.
- Lugares que visitó: Pasca, Bosa, Hontibón (Fontibón), Funza, Serrezuela (Madrid, Cundinamarca), Zipacón, Cota, Guane, Hunza (Tunja) y Sogamoso.
- Lugar de la desaparición de Bochica: Fray Pedro Simón no habla de la muerte de Bochica, sino de su desaparición, que habría ocurrido en el pueblo de Iza.

#### El mito de Huitaca
En la crónica de Fray Pedro Simón también aparece el mito de Huitaca (o Guitaca, como la llama este autor), quien habría aparecido después de la partida de Bochica, y es descrita como una mujer hermosísima que enseñó cosas contrarias a las doctrinas de Bochica: una vida relajada, dedicada a los placeres y las borracheras, por lo que Bochica la convirtió en lechuza.
- Nombres dados a la extraña mujer: Guitaca, Xubchasgagua y Chíe. Fray Pedro Simón también la identifica con Bachué.

#### El mito del Salto del Tequendama

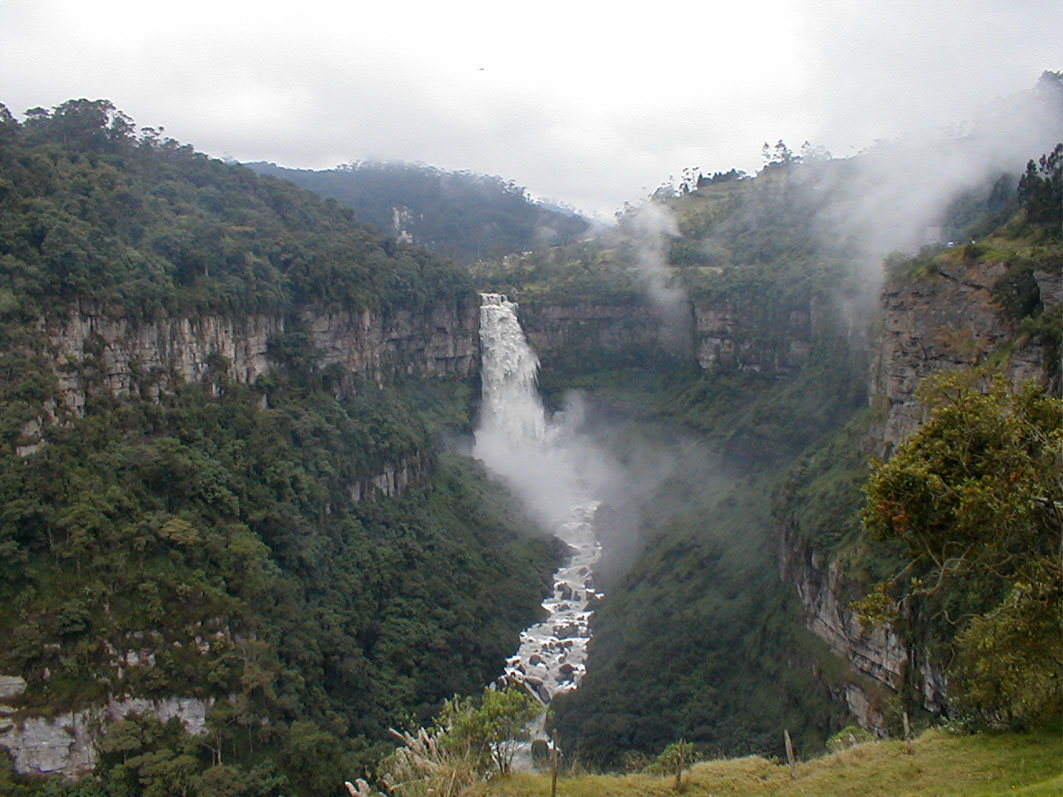
Salto del Tequendama, creado, según el mito, por el poder de Bochica.

Fray Pedro Simón es el primero en mencionar el mito de la creación del Salto del Tequendama por Bochica. Según este cronista, Chibchacum, encolerizado por las ofensas y murmuraciones que contra él habían proferido los indígenas, decidió castigarlos con una gran inundación, para lo cual hizo nacer los ríos Tivitó y Sopó, cuyos cauces se unieron al del Funza (antiguo nombre de río Bogotá) hasta que inundaron toda la Sabana de Bogotá. Fue tan grande la inundación, que iba creciendo de día en día, que los indígenas se dirigieron al templo del dios Bochica, donde le ofrecieron ayunos y sacrificios, hasta que una tarde, en medio de un gran estruendo, se formó el arcoíris, sobre cuya cima estaba Bochica con una vara de oro en la mano, que al arrojarla hacia las peñas abrió el Salto del Tequendama, por donde salieron las aguas.

#### El mito de Sadigua
Es un mito que paso en América
Fray Pedro Simón distingue el mito de Bochica, propio de los «bogotaes», del mito de Sadigua, de los «sogamosos», aunque acepta como un solo personaje al que se le dieron distintos nombres debido a la diversidad lingüística del idioma muisca. Así pues, el mito propio de la provincia de Sogamoso, gobernada en aquel tiempo por el cacique Nompanen, tendría las siguientes características:
- Tiempo en el que llegó Sadigua a la provincia de Sogamoso: Hace cuatro edades, que los muiscas llamaban bxogonoa.
- Apariencia física y atuendo: Los mismos con que se describe a Bochica. En la cabeza y en los brazos hecha la señal de la cruz, y un bordón en la mano.
- Nombres que se dan al extranjero: Sadigua, que quiere decir «nuestro pariente»; Sugumonxe, que significa «que se hace invisible»; y Sugunsua, que quiere decir, «hombre que se desaparece».
- Lugares que visitó: Ganza (Gámeza), Bubanza (Busbanzá), Socha, Tasco, Tópaga, Monguí, Tutazá, Mongua, Pesca, Yaconi, Bombaza, Tota, Guaquirá, Sátiva, Sogamoso e Iza.
- Enseñanzas: Que hay un Dios en el cielo que premia a los buenos y castiga a los malos. Que las almas eran inmortales. También les enseñó a hilar el algodón y tejer mantas.

### Lucas Fernández de Piedrahíta
Nacido en Santafé de Bogotá, Lucas Fernández de Piedrahíta escribió la Historia general de las conquistas del Nuevo Reino de Granada (1688), en la que el mito de Bochica aparece con las siguientes características:
- Nombres que se dan al extranjero: Bochica, Nemquetheba y Zuhé.
- Tiempo en el que llegó Bochica al territorio muisca: Piedrahíta solo dice que fue «en los pasados siglos».
- Apariencia física: Tenía la barba muy crecida hasta la cintura.
- Atuendo: Los cabellos los tenía recogidos con una cinta, una túnica que ataba con un nudo por las puntas sobre un hombro, y andaba descalzo.
- Tiempo que vivió Bochica con los muiscas: 2000 años.
- Enseñanzas: Según este cronista, Bochica enseñó la inmortalidad del alma, el juicio universal, la resurrección de la carne y la veneración de la cruz.
- Lugar de la muerte de Bochica: Sogamoso; aunque, de manera contradictoria, afirma también Piedrahíta que Bochica fue trasladado al Cielo, y que al momento de su partida dejó al cacique de Sogamoso como heredero de su santidad y poderío. Desde entonces, los muiscas tuvieron a Sogamoso como tierra santa.
- Las "carreteras": Piedrahíta también habla en su crónica de las "carreteras" mencionadas por Alonso de Medrano. Al respecto dice que en su época había una que iba desde los llanos hasta Sogamoso, que tendría unas cien leguas de longitud, muy ancha y bien hecha, aunque ya maltratada y poblada de matorrales. Por esa vía habría ido Bochica desde los Llanos Orientales hasta el interior de la Confederación Muisca.
- Otros datos: Según Piedrahíta, en la provincia de Ubaque había una piedra con la huella de uno de los pies de Bochica estampada.
- Interpretación de Piedrahíta: Según este cronista, Bochica pudo haber sido el apóstol San Bartolomé.

#### El mito de Huitaca
Según Piedrahíta, después de la llegada de Bochica, llegó también una mujer de extremada belleza que les enseñó a los muiscas cosas contrarias a la doctrina de Bochica, y que fue seguida por mucha gente hasta que Bochica, en castigo, la convirtió en lechuza, o en Luna. Además, este cronista añade un dato adicional: los ubaques (indígenas de Ubaque) afirmaban que Chía era esposa de Uaqui, o Vaqui, con el que tuvo una hija, a la que casó con el capitán de los demonios.
- Nombres dados a la extraña mujer: Huythaca, Yubecayguaya y Chía.

#### El mito del Salto del Tequendama
El mito del Salto del Tequendama varía un poco en la versión de Piedrahíta, con respecto a las anteriores. Según Piedrahíta, por intervención de las malas artes de Huythaca, el río Funzha (río Bogotá) inundó la Sabana de Bogotá, lo que obligó a sus habitantes a buscar refugio en las montañas, donde estuvieron hasta que llegó Bochica, quien con su bordón tocó la sierra, abriendo así el camino a las aguas.

### Fray Alonso de Zamora
Fray Alonso de Zamora nació también, como Lucas Fernández de Piedrahíta, en Santafé de Bogotá, y escribió la Historia de la Provincia de San Antonio del Nuevo Reyno de Granada (1701), en la que el mito de Bochica aparece con las siguientes características:
- Nombres que se dan al extranjero: Bochica y Zuhá.
- Enseñanzas: Según Fray Alonso de Zamora, Bochica les enseñó a los muiscas que hay un autor de la naturaleza que es a un tiempo trino en personas, y uno en esencia, y para esta afirmación da como prueba el hallazgo de ídolos con tres cabezas, de los que los indígenas decían ser tres personas con un mismo corazón. También les habría enseñado la inmortalidad del alma, el juicio universal y la resurrección de los muertos.
- Desaparición de Bochica: Para este cronista, Bochica habría sido trasladado al cielo después de estar predicando muchos años, y habría nombrado al cacique de Sogamoso como heredero de su poder y santidad.
- Las "carreteras": Zamora también habla de las "carreteras" mencionadas por otros autores, y dice que a Sogamoso llegaba una que tenía más de 100 leguas de longitud, que tenía sus principios en los llanos de San Juan, y que los indígenas decían que por allí había llegado Bochica.

#### El mito de Huitaca
En la crónica de Zamora se menciona la llegada de una mujer de extraña belleza, llamada Huythacha, que enseñó cosas contrarias a la doctrina de Bochica, como adorar al Sol y a su mujer, la Luna, y a sacrificar al Sol niños y muchachos menores de veinte años.
- Nombres dados a la extraña mujer: Huythacha, Chía.

### José Domingo Duquesne
José Domingo Duquesne, nacido en Santafé de Bogotá, hace una breve mención al mito de Bochica en su Disertación sobre el calendario de los muyscas (1795). Para este autor, Bochica es identificado con el Sol, al que se le sacrificaban muchachos de quince años de edad en una época determinada del año. Los muchachos eran criados con cuidados especiales en un templo del Sol, ubicado en los llanos de San Juan. El corazón y las entrañas eran ofrecidos a Bochica.

### Alexander von Humboldt

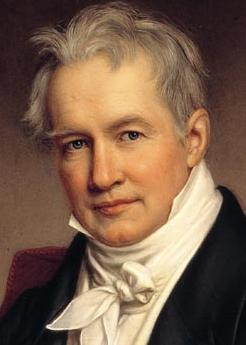
Según el científico y explorador alemán Alexander von Humboldt, Bochica pudo provenir de Escandinavia y las tierras nórdicas.

El explorador alemán Alexander von Humboldt escribió Sitios de las cordilleras y monumentos de los pueblos indígenas de América (1810), obra en la que el mito de Bochica es analizado por el autor.
- Nombres que se dan al extranjero: Bochica, Nemquetheba, Zuhé e Idacanzas.
- Apariencia física: Anciano de barba larga.
- Lugar de procedencia: Las llanuras situadas al este de la Cordillera de Chingaza.
- Mitología comparada: Alexander von Humboldt compara el mito de Bochica con los de otros héroes civilizadores de América: Quetzalcoatl, de México, y Manco Capac, del Perú.
- Enseñanzas: Enseñó a los hombres el modo de vestirse, a construir cabañas, a cultivar la tierra y reunirse en sociedad.
- Probable origen de Bochica: Para Humboldt, Bochica pudo haber sido un sabio náufrago europeo, o bien un escandinavo llegado de las tierras nórdicas.
- Desaparición de Bochica: Bochica, después de vivir 2000 años con los muiscas, desapareció en el Valle de Iraca, luego de dejar su poder al Sumo Sacerdote de Iraca, y de recomendar que escogieran a Hunzahúa como primer Zaque de Hunza, como en efecto ocurrió.
- Relación con el lejano oriente: Según este autor, Bochica fue el Buda de los muiscas, y sus enseñanzas, sobre todo en cuanto a la forma de organización social, tenían mucho en común con las del budismo tibetano.

#### Los mitos de Huitaca y el Salto del Tequendama
En la obra de Humboldt, Huitaca aparece como esposa de Bochica, que llegó con él. Era una mujer de rara belleza pero excesiva malignidad; contrarió las enseñanzas de su esposo, y fue ella la que hizo crecer el río Funza (río Bogotá), cuyas aguas inundaron la Sabana de Bogotá. Encolerizado, Bochica decidió entonces castigar a Huitaca convirtiéndola en Luna, y rompió las rocas para dar paso al agua.
- Nombres dados a la extraña mujer: Huytaca, Yubecayguaya y Chía.